# Julio Barroso
Julio Alberto Barroso (San Martin, 16 de Janeiro de 1985) é um futebolista argentino que atua como zagueiro,Lateral-direito. Está atualmente jogando pelo Club Social y Deportivo Colo-Colo.

## Carreira
Barroso jogou por vários clubes da Argentina e também o Lorca, da Espanha.
Barroso fez parte do elenco da Seleção Argentina Sub-20, e conquistou o Campeonato Mundial de Futebol Sub-20 2005, onde marcou um gol.
Voltou para o Boca Juniors na metade de 2008, após uma breve passagem pelo Estudiantes de La Plata.

## Títulos
Argentina Sub-20
- Campeonato Mundial de Futebol Sub-20: 2005

O'Higgins
- Campeonato Chileno: 2013 (Apertura)

Colo Colo
- Campeonato Chileno: 2014 (Clausura)